# I liga argentyńska w piłce nożnej (2005/2006)
Mistrzem Argentyny w turnieju Apertura został klub Boca Juniors, natomiast wicemistrzem Argentyny turnieju Apertura został klub Gimnasia y Esgrima La Plata.
Mistrzem Argentyny w turnieju Clausura został klub Boca Juniors, natomiast wicemistrzem Argentyny w turnieju Clausura został klub Club Atlético Lanús.
O tym, które zespoły zagrają w międzynarodowych pucharach zadecydowała sumaryczna tabela łącząca wyniki turniejów Apertura i Clausura. Do Copa Libertadores w roku 2007 zakwalifikowały się następujące kluby:
- Boca Juniors
- Gimnasia y Esgrima La Plata
- River Plate
- Banfield
- Vélez Sarsfield

Do Copa Sudamericana w roku 2006 zakwalifikowało się siedem klubów:
- Boca Juniors
- Gimnasia y Esgrima La Plata
- River Plate
- Banfield
- Vélez Sarsfield
- Lanús
- San Lorenzo de Almagro

Tabela spadkowa zadecydowała o tym, które kluby spadną do drugiej ligi (Primera B Nacional Argentina), a które będą miały szanse obronić swój byt pierwszoligowy w barażach. Bezpośrednio spadły kluby, które w tabeli spadkowej zajęły dwa ostatnie miejsca – Instituto Córdoba i Tiro Federal Rosario. Na ich miejsce awansowały dwie najlepsze drużyny z drugiej ligi – Godoy Cruz Antonio Tomba i Nueva Chicago Buenos Aires. Mecze barażowe musiały stoczyć Argentinos Juniors i Olimpo Bahía Blanca. Olimpo przegrał baraże z Belgrano Córdoba i jako trzeci klub spadł do drugiej ligi.

## Torneo Apertura 2005/06

### Apertura 1
| Data            | Mecz |
| --------------- | --- |
| 5 sierpnia 2005 | Racing Club – Banfield 0:0 |
| 6 sierpnia 2005 | Quilmes – Newell’s Old Boys 1:1 Miguel Caneo 90 – Nicolás Spolli 56                                                                                     |
| 6 sierpnia 2005 | San Lorenzo de Almagro – Vélez Sarsfield 3:2 Sebastián Saja 41k, Jonathan Bottinelli 82, Walter Ariel García 91 – Lucas Castromán 28, Rolando Zárate 88 |
| 6 sierpnia 2005 | Rosario Central – Olimpo Bahía Blanca 1:1 Andrés Alejandro Díaz 56 – Ezequiel Carlos Maggiolo 76                                                        |
| 7 sierpnia 2005 | River Plate – Tiro Federal Rosario 2:0 Marcelo Gallardo 8, Ernesto Farías 92                                                                            |
| 7 sierpnia 2005 | Gimnasia y Esgrima La Plata – CA Colón 1:0 Lucas Armando Lobos 68                                                                                       |
| 7 sierpnia 2005 | Boca Juniors – Gimnasia y Esgrima Jujuy 4:1 Rodrigo Palacio 9, 82, Martín Palermo 10, Daniel Díaz 13 – Gabriel Rolando Ramón 27                         |
| 7 sierpnia 2005 | Lanús – Independiente 2:4 Leandro Gioda 31, Nahuel Fioretto 92 – Nicolás Frutos 20k, 80k, Matías Manrique 37, Lucas Pusineri 75k                        |
| 2 września 2005 | Instituto Córdoba – Estudiantes La Plata 0:0 |
| 2 września 2005 | Argentinos Juniors – Arsenal Sarandí 0:0 |

### Apertura 2
| Data             | Mecz |
| ---------------- | --- |
| 12 sierpnia 2005 | Vélez Sarsfield – Argentinos Juniors 0:1 Matías Jesús Córdoba 23                                                        |
| 13 sierpnia 2005 | Arsenal Sarandí – Gimnasia y Esgrima La Plata 1:1 Silvio González 40 – Marcelo Goux 69                                  |
| 13 sierpnia 2005 | CA Colón – Racing Club 0:2 Raúl Enrique Estévez 49, Rubén Oscar Capria 81                                               |
| 13 sierpnia 2005 | Newell’s Old Boys – Tiro Federal Rosario 2:1 Santiago Silva 67, Damián Manso 77 – Silvio Iuvalé 88                      |
| 14 sierpnia 2005 | Banfield – Quilmes 0:0                                                                                                  |
| 14 sierpnia 2005 | Boca Juniors – Rosario Central 2:2 Daniel Bilos 78, Guillermo Barros Schelotto 92 – Germán Alemanno 1, Neri Cardozo 80s |
| 14 sierpnia 2005 | Gimnasia y Esgrima Jujuy – River Plate 0:0                                                                              |
| 14 sierpnia 2005 | Independiente – Instituto Córdoba 3:0 Sergio Leonel Agüero 33, 83, Martín Fabro 68                                      |
| 14 sierpnia 2005 | Estudiantes La Plata – San Lorenzo de Almagro 0:1 Ezequiel Lavezzi 55                                                   |
| 14 sierpnia 2005 | Olimpo Bahía Blanca – Lanús 1:1 Ezequiel Carlos Maggiolo 35 – Leandro Gioda 45                                          |

### Apertura 3
| Data             | Mecz |
| ---------------- | --- |
| 19 sierpnia 2005 | Argentinos Juniors – Estudiantes La Plata 2:1 Silvio Carrario 70, Leonardo Pisculichi 79 – Fernando Ortiz 85                                            |
| 20 sierpnia 2005 | Tiro Federal Rosario – Banfield 0:1 Josemir Lujambio 31                                                                                                 |
| 20 sierpnia 2005 | Gimnasia y Esgrima La Plata – Vélez Sarsfield 0:6 Leandro Gracián 17, 61, Marcelo René Bravo 30, Leandro Somoza 42, Claudio Enría 46, 72                |
| 20 sierpnia 2005 | Racing Club – Arsenal Sarandí 3:1 Diego Pablo Simeone 33, Milovan Mirosevic 36, Rubén Oscar Capria 68 – Santiago Hirsig 39                              |
| 21 sierpnia 2005 | Quilmes – CA Colón 4:2 Lucas Alesandría 4, Miguel Caneo 31k, Gonzalo Choy González 39, Ignacio Risso 56 – Rubén Ramírez 20, Iván Moreno y Fabianesi 82k |
| 21 sierpnia 2005 | River Plate – Newell’s Old Boys 2:1 Diego Barrado 22, Jonathan Santana 84 – Ariel Ortega 46                                                             |
| 21 sierpnia 2005 | Lanús – Boca Juniors 1:1 Diego Manicero 87 – Daniel Bilos 35                                                                                            |
| 21 sierpnia 2005 | Rosario Central – Gimnasia y Esgrima Jujuy 3:2 Emanuel Villa 35, 39, 73 – Cristian Devallis 81, Marcelo Quinteros 89                                    |
| 21 sierpnia 2005 | San Lorenzo de Almagro – Independiente 1:1 Walter Montillo 72 – Nicolás Frutos 14                                                                       |
| 21 sierpnia 2005 | Instituto Córdoba – Olimpo Bahía Blanca 0:0 |

### Apertura 4
| Data             | Mecz |
| ---------------- | --- |
| 26 sierpnia 2005 | Rosario Central – Lanús 4:0 Marco Rubén 17, Leonardo Borzani 47, Diego Villagra 55, Juan Fernando Grabowski 62                                                  |
| 26 sierpnia 2005 | Gimnasia y Esgrima Jujuy – Newell’s Old Boys 2:0 Gustavo Balvorín 2k, Marcelo Quinteros 87                                                                      |
| 27 sierpnia 2005 | Olimpo Bahía Blanca – San Lorenzo de Almagro 1:1 Hugo César Costela 6 – Ezequiel Lavezzi 5                                                                      |
| 27 sierpnia 2005 | Independiente – Argentinos Juniors 1:1 Nicolás Frutos 65k – Lucas Pusineri 52s                                                                                  |
| 28 sierpnia 2005 | Estudiantes La Plata – Gimnasia y Esgrima La Plata 1:0 José Luis Calderon 49                                                                                    |
| 28 sierpnia 2005 | CA Colón – Tiro Federal Rosario 4:3 Rubén Ramírez 9, Franco Darío Cangele 34, Iván Moreno y Fabianesi 40, 51 – Javier Ignacio Cámpora 50, 88, Rodolfo Aquino 57 |
| 28 sierpnia 2005 | Banfield – River Plate 4:1 Josemir Lujambio 11, 52, 57, Leandro Fernández 41s – Marcelo Gallardo 4                                                              |
| 28 sierpnia 2005 | Vélez Sarsfield – Racing Club 1:0 Leandro Gracián 49 |
| 28 sierpnia 2005 | Arsenal Sarandí – Quilmes 1:3 Silvio González 46k – Ignacio Risso 36, Gonzalo Choy González 57, 87                                                              |
| 28 sierpnia 2005 | Boca Juniors – Instituto Córdoba 3:0 Martín Palermo 31, 68, Neri Cardozo 35                                                                                     |

### Apertura 5
| Data            | Mecz |
| --------------- | --- |
| 6 września 2005 | Newell’s Old Boys – Banfield 2:2 Santiago Silva 67, Aldo Pedro Osorio 78 – Josemir Lujambio 70k, Renato Civelli 91                                 |
| 6 września 2005 | Quilmes – Vélez Sarsfield 1:1 Leandro Desábato 43 – Claudio Enría 16                                                                               |
| 6 września 2005 | Argentinos Juniors – Olimpo Bahía Blanca 1:0 Leonardo Pisculichi 30                                                                                |
| 6 września 2005 | Racing Club – Estudiantes La Plata 3:1 Rubén Oscar Capria 17k, 65k, Milovan Mirosevic 88k – José Luis Calderón 56                                  |
| 7 września 2005 | San Lorenzo de Almagro – Boca Juniors 3:2 Darío Bottinelli 25, Jorge Alberto Ortíz 36, Pablo Barrientos 56 – Marcelo Delgado 23, Martín Palermo 59 |
| 7 września 2005 | River Plate – CA Colón 3:2 Jonathan Santana 60, Marcelo Gallardo 80, Gustavo Oberman 84 – Iván Moreno y Fabianesi 43, Franco Darío Cangele 57      |
| 7 września 2005 | Lanús – Gimnasia y Esgrima Jujuy 2:1 Claudio Fernando Graf 35, Maximiliano Nicolas Velázquez 37 – Mauricio Martín Romero 47s                       |
| 7 września 2005 | Gimnasia y Esgrima La Plata – Independiente 3:0 Matías Manrique 12s, Marcelo Goux 60, Esteban Nicolás González 75                                  |
| 7 września 2005 | Instituto Córdoba – Rosario Central 0:0 |
| 7 września 2005 | Tiro Federal Rosario – Arsenal Sarandí 0:2 José Tabares 42, Victor Píriz Alves 45                                                                  |

### Apertura 6
| Data             | Mecz |
| ---------------- | --- |
| 9 września 2005  | Estudiantes La Plata – Quilmes 2:0 Fernando Ortiz 7, José Luis Calderón 73                                |
| 10 września 2005 | Rosario Central – San Lorenzo de Almagro 0:4 Ariel Gustavo Pereyra 4, 40, José Saturnino Cardozo 72, 76   |
| 10 września 2005 | Vélez Sarsfield – Tiro Federal Rosario 1:0 Lucas Castromán 61                                             |
| 10 września 2005 | Lanús – Instituto Córdoba 1:1 Claudio Fernando Graf 65 – Walter Adrián Zunino 83                          |
| 11 września 2005 | Independiente – Racing Club 4:0 Nicolás Frutos 35k, 56, 75k, Sergio Leonel Agüero 82                      |
| 11 września 2005 | CA Colón – Newell’s Old Boys 1:1 Rubén Ramírez 40 – Ignacio Scocco 22                                     |
| 11 września 2005 | Gimnasia y Esgrima Jujuy – Banfield 1:2 Ricardo Hernán Pagés 53s – Josemir Lujambio 37k, Jesús Dátolo 67k |
| 11 września 2005 | Arsenal Sarandí – River Plate 1:0 Ibrahim Sekagya 58                                                      |
| 11 września 2005 | Boca Juniors – Argentinos Juniors 1:0 Rodrigo Palacio 78                                                  |
| 11 września 2005 | Olimpo Bahía Blanca – Gimnasia y Esgrima La Plata 2:1 Ezequiel Carlos Maggiolo 46, 90 – Gonzalo Vargas 36 |

### Apertura 7
| Data             | Mecz |
| ---------------- | --- |
| 16 września 2005 | Quilmes – Independiente 1:1 Ignacio Risso 58 – Nicolás Frutos 31                                                             |
| 17 września 2005 | San Lorenzo de Almagro – Lanús 1:1 Ezequiel Lavezzi 80 – Agustín Pelletieri 36                                               |
| 17 września 2005 | Tiro Federal Rosario – Estudiantes La Plata 0:1 Agustín Alayes 66                                                            |
| 18 września 2005 | Argentinos Juniors – Rosario Central 1:0 Gastón Machín 79                                                                    |
| 18 września 2005 | Gimnasia y Esgrima La Plata – Boca Juniors 0:2 Rodrigo Palacio 31, Federico Insúa 56                                         |
| 18 września 2005 | Racing Club – Olimpo Bahía Blanca 2:2 Diego Crosa 47, Javier Villarreal 70 – Ezequiel Carlos Maggiolo 42, Leandro Benítez 58 |
| 18 września 2005 | River Plate – Vélez Sarsfield 0:1 Claudio Enría 40                                                                           |
| 18 września 2005 | Newell’s Old Boys – Arsenal Sarandí 1:3 Santiago Silva 5 – Javier Yacuzzi 57, Santiago Hirsig 78, Santiago Raymonda 88       |
| 18 września 2005 | Banfield – CA Colón 2:0 Darío Cvitanich 6, José Sand 46k                                                                     |
| 18 września 2005 | Instituto Córdoba – Gimnasia y Esgrima Jujuy 0:0                                                                             |

### Apertura 8
| Data             | Mecz |
| ---------------- | --- |
| 23 września 2005 | Vélez Sarsfield – Newell’s Old Boys 1:0 Lucas Castromán 3                                                      |
| 24 września 2005 | Independiente – Tiro Federal Rosario 1:0 Nicolás Frutos 8k                                                     |
| 24 września 2005 | Rosario Central – Gimnasia y Esgrima La Plata 0:3 Gonzalo Vargas 50, 54, 56                                    |
| 25 września 2005 | Estudiantes La Plata – River Plate 1:0 José Luis Calderón 76                                                   |
| 25 września 2005 | Olimpo Bahía Blanca – Quilmes 1:0 Ezequiel Carlos Maggiolo 85                                                  |
| 25 września 2005 | Gimnasia y Esgrima Jujuy – CA Colón 2:2 Juan José Serrizuela 14k, 66 – Germán Denis 19, Federico Lussenhoff 88 |
| 25 września 2005 | Boca Juniors – Racing Club 2:0 Daniel Alberto Díaz 20, Rodrigo Palacio 40                                      |
| 25 września 2005 | Lanús – Argentinos Juniors 1:1 Rodrigo Archubi 39 – Leonardo Pisculichi 46                                     |
| 25 września 2005 | Instituto Córdoba – San Lorenzo de Almagro 2:0 Leonel Pilipauskas 15, Gustavo Bergessio 27                     |
| 25 września 2005 | Arsenal Sarandí – Banfield 1:1 Víctor Píriz Álvez 43 – Rubén Gastón Galván 59                                  |

### Apertura 9
| Data                | Mecz |
| ------------------- | --- |
| 30 września 2005    | Newell’s Old Boys – Estudiantes La Plata 3:2 Fernando Belluschi 41, 46, Ignacio Scocco 45 – Mariano Pavone 53, José Luis Calderón 74 |
| 1 października 2005 | Argentinos Juniors – Instituto Córdoba 1:0 Juan Manuel Martínez 54                                                                   |
| 1 października 2005 | Gimnasia y Esgrima La Plata – Lanús 1:0 Gonzalo Vargas 81                                                                            |
| 1 października 2005 | Tiro Federal Rosario – Olimpo Bahía Blanca 1:1 Daniel Alberto Tilger 83 – David Ramírez 58                                           |
| 1 października 2005 | Banfield – Vélez Sarsfield 0:0 |
| 1 października 2005 | CA Colón – Arsenal Sarandí 0:0 |
| 1 października 2005 | San Lorenzo de Almagro – Gimnasia y Esgrima Jujuy 1:1 Ezequiel Lavezzi 24 – Gabriel Rolando Ramón 17                                 |
| 2 października 2005 | Racing Club – Rosario Central 0:1 Marco Rubén 60                                                                                     |
| 2 października 2005 | Quilmes – Boca Juniors 0:4 Martín Palermo 11k, 43, Rodrigo Palacio 53, 87                                                            |
| 2 października 2005 | River Plate – Independiente 3:1 Daniel Montenegro 24, Radamel Falcao García 45, 46 – Eduardo Bustos Montoya 4                        |

### Apertura 10
| Data                | Mecz |
| ------------------- | --- |
| 4 października 2005 | Vélez Sarsfield – CA Colón 2:1 Emanuel Centurión 8, Leandro Gracián 20 – Iván Moreno y Fabianesi 33                 |
| 4 października 2005 | Estudiantes La Plata – Banfield 2:0 José Calderón 42k, Rafael Maceratesi 72k                                        |
| 4 października 2005 | Lanús – Racing Club 1:0 Claudio Graf 24                                                                             |
| 5 października 2005 | Independiente – Newell’s Old Boys 2:0 Sergio Agüero 34, 74                                                          |
| 5 października 2005 | Olimpo Bahía Blanca – River Plate 2:1 David Ramírez 12, 59 – Radamel Falcao García 64                               |
| 5 października 2005 | Boca Juniors – Tiro Federal Rosario 2:1 Daniel Bilos 48, 64 – Javier Ignacio Cámpora 51                             |
| 5 października 2005 | Rosario Central – Quilmes 2:1 Emanuel Villa 38, Marco Rubén 41 – Gonzalo Choy González 46                           |
| 5 października 2005 | San Lorenzo de Almagro – Argentinos Juniors 1:3 Hernán Peirone 17 – Silvio Carrario 49, 61, Leonardo Pisculichi 70k |
| 7 października 2005 | Gimnasia y Esgrima Jujuy – Arsenal Sarandí 1:1 Matías Oyola 24 – Gastón Esmerado 8                                  |
| 7 października 2005 | Instituto Córdoba – Gimnasia y Esgrima La Plata 0:1 Gonzalo Vargas 74                                               |

### Apertura 11
| Data                 | Mecz |
| -------------------- | --- |
| 14 października 2005 | Argentinos Juniors – Gimnasia y Esgrima Jujuy 1:2 Leonardo Pisculichi 81 – Marcelo Quinteros 33, Héctor Ariel Silva 75 |
| 15 października 2005 | Gimnasia y Esgrima La Plata – San Lorenzo de Almagro 3:2 Alejandro Delorte 18, 46, Santiago Gentiletti 34 – Ezequiel Lavezzi 1, Hernán Peirone 13 piłkarz Gimnasia y Esgrima Juan Ernesto Casado nie wykorzystał w 79 minucie rzutu karnego |
| 15 października 2005 | Racing Club – Instituto Córdoba 2:3 Cristian Grabinski 5, Gustavo Cabral 88 – Gustavo Bergessio 20, 22, Pablo Brandán 56 |
| 16 października 2005 | Quilmes – Lanús 0:1 Leandro Gioda 9 |
| 16 października 2005 | River Plate – Boca Juniors 0:0 |
| 16 października 2005 | Newell’s Old Boys – Olimpo Bahía Blanca 0:1 Leandro Benítez 56 |
| 16 października 2005 | Banfield – Independiente 2:2 Franco Mendoza 27, José Sand 48 – Eduardo Bustos Montoya 46, Sergio Agüero 60 piłkarz klubu Banfield José Sand nie wykorzystał w 40 minucie rzutu karnego                                                      |
| 16 października 2005 | CA Colón – Estudiantes La Plata 2:1 Germán Denis 51, Federico Lussenhoff 72 – Juan Cáceres 18 |
| 16 października 2005 | Arsenal Sarandí – Vélez Sarsfield 0:1 Leandro Gracián 90 |
| 18 października 2005 | Tiro Federal Rosario – Rosario Central 4:0 Rodolfo Aquino 54k, Javier Cámpora 66, 76, 89 |

### Apertura 12
| Data                 | Mecz |
| -------------------- | --- |
| 21 października 2005 | Estudiantes La Plata – Arsenal Sarandí 3:1 José Luis Calderón 4, 25, José Ernesto Sosa 67 – Gastón Esmerado 56                                                                                 |
| 21 października 2005 | Independiente – CA Colón 1:1 Sergio Agüero 48 – Esteban Fuertes 46 |
| 21 października 2005 | Olimpo Bahía Blanca – Banfield 2:2 Ezequiel Carlos Maggiolo 32, Julio Eduardo Barraza 64s- Franco Mendoza 19, Gabriel Paletta 47                                                               |
| 21 października 2005 | Lanús – Tiro Federal Rosario 0:2 Rodolfo Aquino 30k, Javier Cámpora 68 |
| 28 października 2005 | Argentinos Juniors – Gimnasia y Esgrima La Plata 0:1 Leandro Fleitas 48s |
| 29 października 2005 | Boca Juniors – Newell’s Old Boys 2:1 Federico Insúa 34, Rodrigo Palacio 70 – Fernando Belluschi 45                                                                                             |
| 30 października 2005 | Gimnasia y Esgrima Jujuy – Vélez Sarsfield 1:2 Franco Sosa 60 – Emanuel Centurión 52k, Marcelo Berza 82s                                                                                       |
| 30 października 2005 | Rosario Central – River Plate 0:3 Marcelo Gallardo 16k, Federico Domínguez 29, Ernesto Farías 50k                                                                                              |
| 30 października 2005 | Instituto Córdoba – Quilmes 0:0 |
| 30 października 2005 | San Lorenzo de Almagro – Racing Club 2:1 Ezequiel Lavezzi 65, Paolo Montero 74 – José Luis Villanueva 54 w 28 minucie meczu piłkarz Racingu José Luis Villanueva nie wykorzystał rzutu karnego |

### Apertura 13
| Data             | Mecz |
| ---------------- | --- |
| 6 listopada 2005 | Vélez Sarsfield – Estudiantes La Plata 0:2 Agustín Alayes 36, Carlos Arano 90 |
| 6 listopada 2005 | Newell’s Old Boys – Rosario Central 2:1 Ariel Ortega 55k, Ezequiel Garay 72 – Germán Rivarola 45                                                                                         |
| 7 listopada 2005 | Banfield – Boca Juniors 1:1 José Sand 77 – Rodrigo Palacio 82 |
| 8 listopada 2005 | Gimnasia y Esgrima La Plata – Gimnasia y Esgrima Jujuy 4:1 Marcelo Goux 4, Esteban Nicolás González 34, Alejandro Delorte 56, Gonzalo Vargas 90 – Héctor Ariel Silva 85                  |
| 8 listopada 2005 | CA Colón – Olimpo Bahía Blanca 2:0 Germán Denis 16, Esteban Fuertes 81 |
| 8 listopada 2005 | Arsenal Sarandí – Independiente 2:4 Santiago Raymonda 42, Juan Pablo Caffa 72 – Emiliano Armenteros 48, Sergio Órteman 60, Jeremías Caggiano 75, Sergio Agüero 87                        |
| 9 listopada 2005 | Racing Club – Argentinos Juniors 3:0 José Luis Villanueva 7, Cristian Grabinski 38, Nicolás Pareja 40s w 90 minucie piłkarz Racingu Claudio Fernando Úbeda nie wykorzystał rzutu karnego |
| 9 listopada 2005 | Quilmes – San Lorenzo de Almagro 2:0 Mario Turdó 19, 28 |
| 9 listopada 2005 | Tiro Federal Rosario – Instituto Córdoba 2:1 Luciano De Bruno 5, Javier Cámpora 43 – Sebastián Arrieta 49                                                                                |
| 9 listopada 2005 | River Plate – Lanús 4:1 Radamel Falcao García 3, 74, Ernesto Farías 20, Daniel Montenegro 90 – Claudio Graf 9                                                                            |

### Apertura 14
| Data              | Mecz |
| ----------------- | --- |
| 11 listopada 2005 | Rosario Central – Banfield 0:0 |
| 12 listopada 2005 | Argentinos Juniors – Quilmes 1:2 Ivan Kaviedes 40k – Miguel Caneo 59, 87 w 14 minucie piłkarz klubu Quilmes Matías Jesús Córdoba nie wykorzystał rzutu karnego                     |
| 12 listopada 2005 | Gimnasia y Esgrima La Plata – Racing Club 3:1 Esteban González 24, Lucas Lobos 37, Gonzalo Vargas 71 – Rubén Capria 45                                                             |
| 12 listopada 2005 | Gimnasia y Esgrima Jujuy – Estudiantes La Plata 0:1 José Luis Calderón 37 |
| 13 listopada 2005 | Independiente – Vélez Sarsfield 1:0 Lucas Pusineri 22 |
| 13 listopada 2005 | Olimpo Bahía Blanca – Arsenal Sarandí 0:0 |
| 13 listopada 2005 | Boca Juniors – CA Colón 0:1 Iván Moreno y Fabianesi 83 |
| 13 listopada 2005 | Lanús – Newell’s Old Boys 1:1 Rodrigo Archubi 67 – Ignacio Scocco 45 |
| 13 listopada 2005 | Instituto Córdoba – River Plate 1:4 Sebastián Arrieta 20 – Ernesto Farías 38, 52, 61, Marcelo Gallardo 87                                                                          |
| 13 listopada 2005 | San Lorenzo de Almagro – Tiro Federal Rosario 5:3 Jonathan Bottinelli 20, Ezequiel Lavezzi 30, 48, Diego Saja 60k, 66k – Rodolfo Aquino 26, Javier Cámpora 58k, Mariano Fermani 90 |

### Apertura 15
| Data              | Mecz |
| ----------------- | --- |
| 15 listopada 2005 | Racing Club – Gimnasia y Esgrima Jujuy 3:3 Sebastián Romero 14, Diego Crosa 21, Rubén Capria 58 – Héctor Ariel Silva 8, 90, Marcelo Quinteros 54 |
| 15 listopada 2005 | Quilmes – Gimnasia y Esgrima La Plata 0:1 Lucas Lobos 86k                                                                                        |
| 16 listopada 2005 | Estudiantes La Plata – Independiente 1:1 Marcelo Carrusca 63 – Eduardo Bustos Montoya 11                                                         |
| 16 listopada 2005 | Newell’s Old Boys – Instituto Córdoba 5:0 Fernando Belluschi 9, 19, 31, Ariel Ortega 62, Ignacio Scocco 74                                       |
| 16 listopada 2005 | Banfield – Lanús 1:1 Franco Mendoza 4 – Rodrigo Archubi 53                                                                                       |
| 17 listopada 2005 | Arsenal Sarandí – Boca Juniors 4:1 Silvio González 3, 30, Juan Pablo Caffa 52, Patricio Hernán González 66 – Federico Insúa 35                   |
| 17 listopada 2005 | Vélez Sarsfield – Olimpo Bahía Blanca 2:0 Leandro Gracián 4, Rolando Zárate 22                                                                   |
| 17 listopada 2005 | Tiro Federal Rosario – Argentinos Juniors 1:4 Javier Cámpora 27 – Leonardo Pisculichi 23, 43k, 47, 60                                            |
| 17 listopada 2005 | River Plate – San Lorenzo de Almagro 5:1 Marcelo Gallardo 2k, 8, Leonardo Talamonti 45, Radamel Falcao 88, 90 – Ariel Pereyra 48                 |
| 17 listopada 2005 | CA Colón – Rosario Central 2:0 Iván Moreno y Fabianesi 2, Giovanni Hernández 52                                                                  |

### Apertura 16
| Data              | Mecz |
| ----------------- | --- |
| 19 listopada 2005 | Gimnasia y Esgrima Jujuy – Independiente 1:1 Héctor Ariel Silva 84 – Juan Eluchans 28 |
| 19 listopada 2005 | Instituto Córdoba – Banfield 0:0 |
| 20 listopada 2005 | Argentinos Juniors – River Plate 1:0 Leonardo Pisculichi 59 |
| 20 listopada 2005 | Gimnasia y Esgrima La Plata – Tiro Federal Rosario 1:1 Lucas Lobos 90k – Javier Cámpora 79                                                                                                   |
| 20 listopada 2005 | Racing Club – Quilmes 4:1 Sebastián Romero 11, Rubén Capria 22k, José Luis Villanueva 47, 90 – Ignacio Riss 78 w 32 minucie piłkarz klubu Quilmes Miguel Caneo nie wykorzystał rzutu karnego |
| 20 listopada 2005 | Olimpo Bahía Blanca – Estudiantes La Plata 3:0 Ismael Blanco 51, 90, Gerardo Ariel Solana 88                                                                                                 |
| 20 listopada 2005 | Boca Juniors – Vélez Sarsfield 2:0 Federico Insúa 59, 88 |
| 20 listopada 2005 | Rosario Central – Arsenal Sarandí 1:1 Marco Rubén 86 – Juan Pablo Caffa 72 |
| 20 listopada 2005 | Lanús – CA Colón 3:1 Cristian Fabbiani 16, Marcos Aguirre 55, Diego Váleri 73 – Juan Manuel Vargas 75                                                                                        |
| 21 listopada 2005 | San Lorenzo de Almagro – Newell’s Old Boys 4:2 Walter Montillo 31, José Saturnino Cardozo 37, 45, Germán Herrera 90 – Luciano Vella 5, Santiago Silva 87                                     |

### Apertura 17
| Data              | Mecz |
| ----------------- | --- |
| 25 listopada 2005 | Banfield – San Lorenzo de Almagro 5:0 Franco Mendoza 43, Gabriel Paletta 45, José Sand 63k, Darío Cvitanich 78, 86            |
| 26 listopada 2005 | Tiro Federal Rosario – Racing Club 1:2 Javier Cámpora 27 – José Luis Villanueva 48, Cristian Grabinski 51                     |
| 26 listopada 2005 | Vélez Sarsfield – Rosario Central 0:2 Marco Rubén 17, 40                                                                      |
| 26 listopada 2005 | Arsenal Sarandí – Lanús 1:2 Silvio González 20 – Cristian Fabbiani 31, 53                                                     |
| 26 listopada 2005 | CA Colón – Instituto Córdoba 1:1 Esteban Fuertes 31k – Nicolás Castro 28                                                      |
| 27 listopada 2005 | Independiente – Olimpo Bahía Blanca 4:0 Lucas Pusineri 4, Eduardo Domínguez 6, Sergio Agüero 45k, Eduardo Bustos Montoya 71   |
| 27 listopada 2005 | River Plate – Gimnasia y Esgrima La Plata 1:3 Gastón Fernández 83 – Lucas Lobos 24, Gonzalo Vargas 41, 51                     |
| 27 listopada 2005 | Estudiantes La Plata – Boca Juniors 1:3 Adrián Bastía 40 – Pablo Ledesma 3, Rodrigo Palacio 42, Guillermo Barros Schelotto 80 |
| 27 listopada 2005 | Quilmes – Gimnasia y Esgrima Jujuy 2:2 Miguel Caneo 58, 90 – Marcelo Quinteros 45, 45                                         |
| 27 listopada 2005 | Newell’s Old Boys – Argentinos Juniors 3:0 Adrián Lucero 26, 40, Hugo Colace 56                                               |

### Apertura 18
| Data            | Mecz |
| --------------- | --- |
| 2 grudnia 2005  | Argentinos Juniors – Banfield 1:1 Gastón Machín 39 – Darío Cvitanich 33                                                                   |
| 3 grudnia 2005  | Quilmes – Tiro Federal Rosario 1:2 Gonzalo Choy 38 – Javier Cámpora 5, Daniel Tilger 90                                                   |
| 3 grudnia 2005  | San Lorenzo de Almagro – CA Colón 1:4 Federico Lussenhoff 82s – Iván Moreno y Fabianesi 7, 62, Esteban Fuertes 28, Federico Lussenhoff 59 |
| 3 grudnia 2005  | Rosario Central – Estudiantes La Plata 1:1 Germán Rivarola 42 – Fernando Ortiz 40                                                         |
| 4 grudnia 2005  | Gimnasia y Esgrima Jujuy – Olimpo Bahía Blanca 2:1 Matías Oyola 35, 52 – Cristian Díaz 76                                                 |
| 4 grudnia 2005  | Lanús – Vélez Sarsfield 0:4 Lucas Valdemarín 2, Ariel Broggi 26, Darío Ocampo 69, Emanuel Fernández Francou 72                            |
| 4 grudnia 2005  | Instituto Córdoba – Arsenal Sarandí 0:2 Patricio Hernán González 11, Silvio González 25                                                   |
| 4 grudnia 2005  | Racing Club – River Plate 1:1 José Luis Villanueva 62 – Ernesto Farías 7                                                                  |
| 11 grudnia 2005 | Gimnasia y Esgrima La Plata – Newell’s Old Boys 0:0                                                                                       |
| 11 grudnia 2005 | Boca Juniors – Independiente 2:0 Martín Palermo 59 – Federico Insúa 89                                                                    |

### Apertura 19
| Data            | Mecz |
| --------------- | --- |
| 9 grudnia 2005  | Vélez Sarsfield – Instituto Córdoba 2:2 Mauro Zárate 2, Leandro Somoza 55k – Gastón Caprari 9, Hugo Barrientos 90                          |
| 10 grudnia 2005 | Arsenal Sarandí – San Lorenzo de Almagro 1:2 José Tabares 33 – Jonathan Bottinelli 8, Hernán Peirone 10                                    |
| 10 grudnia 2005 | Estudiantes La Plata – Lanús 2:2 Marcelo Carrusca 18, José Luis Calderón 88 – Cristian Fabbiani 69, Diego Ceballos 84                      |
| 11 grudnia 2005 | Tiro Federal Rosario – Gimnasia y Esgrima Jujuy 0:0                                                                                        |
| 11 grudnia 2005 | River Plate – Quilmes 1:1 Jonathan Santana 34 – Miguel Caneo 6k                                                                            |
| 11 grudnia 2005 | CA Colón – Argentinos Juniors 2:0 Germán Denis 17, Esteban Fuertes 52                                                                      |
| 14 grudnia 2005 | Independiente – Rosario Central 2:2 Lucas Pusineri 52, Martín Fabro 90 – Pablo Vitti 38, Marco Rubén 79                                    |
| 14 grudnia 2005 | Olimpo Bahía Blanca – Boca Juniors 1:2 Ismael Blanco 8 – Daniel Díaz 10, Federico Insúa 41                                                 |
| 14 grudnia 2005 | Newell’s Old Boys – Racing Club 0:1 Diego Crosa 11 w 87 minucie piłkarz Newell's Old Boys Fernando Belluschi nie wykorzystał rzutu karnego |
| 14 grudnia 2005 | Banfield – Gimnasia y Esgrima La Plata 1:1 José Sand 89 – Alejandro Delorte 86 w 65 minucie José Sand nie wykorzystał rzutu karnego        |

### Tabela końcowa Apertura 2005/06
| Poz | Klub                         | Mecze | Zw | Rem | Por | Pkt | BrZd | BrStr |
| --- | ---------------------------- | ----- | -- | --- | --- | --- | ---- | ----- |
| 1   | Boca Juniors                 | 19    | 12 | 4   | 3   | 40  | 36   | 17    |
| 2   | Gimnasia y Esgrima La Plata  | 19    | 11 | 4   | 4   | 37  | 28   | 19    |
| 3   | Vélez Sarsfield              | 19    | 10 | 3   | 6   | 33  | 26   | 16    |
| 4   | Independiente                | 19    | 8  | 8   | 3   | 32  | 34   | 22    |
| 5   | CA Banfield                  | 19    | 5  | 13  | 1   | 28  | 25   | 15    |
| 6   | River Plate                  | 19    | 8  | 4   | 7   | 28  | 31   | 22    |
| 7   | Estudiantes La Plata         | 19    | 8  | 4   | 7   | 28  | 23   | 22    |
| 8   | Argentinos Juniors           | 19    | 8  | 4   | 7   | 28  | 19   | 20    |
| 9   | San Lorenzo de Almagro       | 19    | 8  | 4   | 7   | 28  | 33   | 39    |
| 10  | CA Colón                     | 19    | 7  | 5   | 7   | 26  | 28   | 27    |
| 11  | Racing Club de Avellaneda    | 19    | 7  | 4   | 8   | 25  | 28   | 27    |
| 12  | Olimpo Bahía Blanca          | 19    | 5  | 8   | 6   | 23  | 19   | 23    |
| 13  | Lanús Buenos Aires           | 19    | 5  | 8   | 6   | 23  | 21   | 31    |
| 14  | Arsenal Sarandí Buenos Aires | 19    | 5  | 7   | 7   | 22  | 23   | 24    |
| 15  | Rosario Central              | 19    | 5  | 7   | 7   | 22  | 20   | 29    |
| 16  | Newell’s Old Boys            | 19    | 5  | 5   | 9   | 20  | 25   | 27    |
| 17  | CA Argentino de Quilmes      | 19    | 4  | 7   | 8   | 19  | 20   | 27    |
| 18  | Gimnasia y Esgrima Jujuy     | 19    | 3  | 9   | 7   | 18  | 23   | 30    |
| 19  | Tiro Federal Rosario         | 19    | 4  | 3   | 12  | 15  | 22   | 31    |
| 20  | Instituto Córdoba            | 19    | 2  | 9   | 8   | 15  | 11   | 27    |

### Klasyfikacja strzelców bramek
| Gole | Piłkarz        | Klub                 |
| ---- | -------------- | -------------------- |
| 13   | Javier Cámpora | Tiro Federal Rosario |

### Tablica spadkowa na koniec turnieju Apertura 2005/06
Tabela ma jedynie charakter orientacyjny. Dopiero stan tej tabeli na koniec turnieju Clausura zadecyduje, które z zespołów spadną do drugiej ligi, a które zagrają o utrzymanie się w lidze w barażach. Można z tej tabeli odczytać, które z drużyn przed turniejem Clausura były szczególnie zagrożone spadkiem.
| Poz | Klub                         | 2003/04 pkt/m | 2004/05 pkt/m | 2005/06 pkt/m | Razem pkt/mecze | Średnia |
| --- | ---------------------------- | ------------- | ------------- | ------------- | --------------- | ------- |
| 1   | Boca Juniors                 | 75/38         | 48/38         | 40/19         | 163/95          | 1.7158  |
| 2   | Vélez Sarsfield              | 53/38         | 73/38         | 33/19         | 159/95          | 1.6737  |
| 3   | River Plate                  | 66/38         | 60/38         | 28/19         | 154/95          | 1.6211  |
| 4   | CA Banfield                  | 64/38         | 59/38         | 28/19         | 154/95          | 1.5895  |
| 5   | San Lorenzo de Almagro       | 62/38         | 52/38         | 28/19         | 142/95          | 1.4947  |
| 6   | Estudiantes La Plata         | 44/38         | 61/38         | 28/19         | 133/95          | 1.4000  |
| 7   | Racing Club de Avellaneda    | 50/38         | 58/38         | 25/19         | 133/95          | 1.4000  |
| 8   | Newell’s Old Boys            | 51/38         | 60/38         | 20/19         | 131/95          | 1.3789  |
| 9   | Arsenal Sarandí Buenos Aires | 55/38         | 54/38         | 22/19         | 131/95          | 1.3789  |
| 10  | Gimnasia y Esgrima La Plata  | 38/38         | 54/38         | 37/19         | 129/95          | 1.3579  |
| 11  | CA Colón                     | 49/38         | 53/38         | 26/19         | 128/95          | 1.3474  |
| 12  | Rosario Central              | 44/38         | 61/38         | 22/19         | 127/95          | 1.3368  |
| 13  | Independiente                | 44/38         | 49/38         | 32/19         | 125/95          | 1.3158  |
| 14  | CA Argentino de Quilmes      | 60/38         | 44/38         | 19/19         | 123/95          | 1.2947  |
| 15  | Lanús Buenos Aires           | 42/38         | 54/38         | 23/19         | 119/95          | 1.2526  |
| 16  | Argentinos Juniors           | 0/0           | 43/38         | 28/19         | 71/57           | 1.2456  |
| 17  | Olimpo Bahía Blanca          | 39/38         | 43/38         | 23/19         | 105/95          | 1.1053  |
| 18  | Instituto Córdoba            | 0/0           | 42/38         | 15/19         | 57/57           | 1.0000  |
| 19  | Gimnasia y Esgrima Jujuy     | 0/0           | 0/0           | 18/19         | 18/19           | 0.9474  |
| 20  | Tiro Federal Rosario         | 0/0           | 0/0           | 15/19         | 15/19           | 0.7895  |

## Torneo Clausura 2005/06

### Clausura 1
| Data             | Mecz |
| ---------------- | --- |
| 27 stycznia 2006 | Estudiantes La Plata – Instituto Córdoba 4:1 José Luis Calderón 4, Agustín Alayes 14, Rodrigo Braña 41, Marcelo Carrusca 49 – Daniel Ángel Jiménez 74k |
| 27 stycznia 2006 | Vélez Sarsfield – San Lorenzo de Almagro 1:1 Rolando Zárate 72 – Diego Saja 76k                                                                        |
| 28 stycznia 2006 | Arsenal Sarandí – Argentinos Juniors 1:1 Patricio Hernán González 70 – Franco Niell 34                                                                 |
| 28 stycznia 2006 | CA Colón – Gimnasia y Esgrima La Plata 1:0 Esteban Fuertes 16                                                                                          |
| 28 stycznia 2006 | Banfield – Racing Club 3:0 Jesús Dátolo 18, 53, Cristian Leiva 72                                                                                      |
| 28 stycznia 2006 | Newell’s Old Boys – Quilmes 2:0 Ignacio Scocco 55, 65                                                                                                  |
| 28 stycznia 2006 | Olimpo Bahía Blanca – Rosario Central 0:0 |
| 29 stycznia 2006 | Tiro Federal Rosario – River Plate 0:5 Daniel Montenegro 3, 41, Jairo Patiño 14, Jonathan Santana 20, Ernesto Farías 63                                |
| 29 stycznia 2006 | Gimnasia y Esgrima Jujuy – Boca Juniors 2:1 Israel Damonte 5, Héctor Ariel Silva 65 – Martín Palermo 48                                                |
| 29 stycznia 2006 | Independiente – Lanús 0:0 |

### Clausura 2
| Data             | Mecz |
| ---------------- | --- |
| 31 stycznia 2006 | Argentinos Juniors – Vélez Sarsfield 0:0                                                                                        |
| 31 stycznia 2006 | San Lorenzo de Almagro – Estudiantes La Plata 1:2 Osmar Ferreyra 78 – Diego Galván 5, 68                                        |
| 31 stycznia 2006 | Quilmes – Banfield 3:1 Silvio Carrario 22, Miguel Caneo 32, 54k – José Sand 16                                                  |
| 31 stycznia 2006 | Racing Club – CA Colón 2:2 Claudio Úbed 51, Sebastián Romero 90k – Germán Denis 16, Franco Cángele 85                           |
| 1 lutego 2006    | Instituto Córdoba – Independiente 0:5 Lorgio Álvarez 6, Sergio Agüero 16, Emiliano Armenteros 52, 72, Eduardo Bustos Montoya 69 |
| 1 lutego 2006    | Lanús – Olimpo Bahía Blanca 2:1 Claudio Graf 62k, Mauricio Martín Romero 82 – Ismael Blanco 89                                  |
| 1 lutego 2006    | Rosario Central – Boca Juniors 1:2 Germán Rivarola 6 – Martín Palermo 26, Rodrigo Palacio 40                                    |
| 2 lutego 2006    | Tiro Federal Rosario – Newell’s Old Boys 2:1 Javier Cámpora 14, 33 – Damián Steinert 80                                         |
| 8 lutego 2006    | River Plate – Gimnasia y Esgrima Jujuy 2:0 Federico Domínguez 37, Ernesto Farías 57                                             |
| 8 lutego 2006    | Gimnasia y Esgrima La Plata – Arsenal Sarandí 0:0                                                                               |

### Clausura 3
| Data          | Mecz |
| ------------- | --- |
| 3 lutego 2006 | Estudiantes La Plata – Argentinos Juniors 2:2 Mariano Pavone 15, José Luis Calderón 35k – Franco Niell 71, Agustín Alayes 85s w 45 minucie Nicolás Pareja nie wykorzystał rzutu karnego dla klubu Argentinos Juniors |
| 3 lutego 2006 | Vélez Sarsfield – Gimnasia y Esgrima La Plata 2:1 Claudio Enría 42, Leandro Somoza 77 – Oscar Roberto Cornejo 28 |
| 4 lutego 2006 | Arsenal Sarandí – Racing Club 1:0 Silvio González 45 |
| 4 lutego 2006 | CA Colón – Quilmes 1:0 Esteban Fuertes 82 |
| 5 lutego 2006 | Banfield – Tiro Federal Rosario 2:1 Cristian Leiva 25, Gastón Galván 52 – Carlos Aguiar 2 |
| 5 lutego 2006 | Newell’s Old Boys – River Plate 3:1 Ignacio Scocco 16, 79, Ariel Ortega 90 – Daniel Montenegro 17 |
| 5 lutego 2006 | Gimnasia y Esgrima Jujuy – Rosario Central 1:0 Javier Ignacio García 69 |
| 5 lutego 2006 | Boca Juniors – Lanús 3:0 Matías Silvestre 18, Martín Palermo 53, Rodrigo Palacio 85 |
| 5 lutego 2006 | Olimpo Bahía Blanca – Instituto Córdoba 2:0 Ezequiel Maggiolo 79, Alejandro Delorte 82 |
| 5 lutego 2006 | Independiente – San Lorenzo de Almagro 1:0 Eduardo Bustos Montoya 11 |

### Clausura 4
| Data           | Mecz |
| -------------- | --- |
| 10 lutego 2006 | Argentinos Juniors – Independiente 2:1 Nicolás Pareja 13, Leonel Núñez 80 – Eduardo Bustos Montoya 9                        |
| 10 lutego 2006 | San Lorenzo de Almagro – Olimpo Bahía Blanca 2:0 José Cardozo 18, Osmar Ferreyra 30                                         |
| 11 lutego 2006 | Racing Club – Vélez Sarsfield 0:2 Mauro Zárate 19, Darío Ocampo 45                                                          |
| 11 lutego 2006 | Tiro Federal Rosario – CA Colón 0:1 Franco Cángele 63                                                                       |
| 12 lutego 2006 | Gimnasia y Esgrima La Plata – Estudiantes La Plata 1:1 Diego Herner 55 – Marcelo Carrusca 22                                |
| 12 lutego 2006 | Newell’s Old Boys – Gimnasia y Esgrima Jujuy 3:1 Ignacio Scocco 43, Diego Gavilán 51, Nicolás Spolli 77 – Israel Damonte 64 |
| 12 lutego 2006 | Instituto Córdoba – Boca Juniors 1:1 Daniel Ángel Jiménez 68 – Matías Silvestre 56                                          |
| 12 lutego 2006 | Lanús – Rosario Central 2:0 Cristian Fabbiani 51, Sebastián Leto 77                                                         |
| 12 lutego 2006 | River Plate – Banfield 3:1 Luciano Figueroa 39, Gonzalo Higuaín 55, Marcelo Gallardo 85 – Cristian Leiva 6                  |
| 12 lutego 2006 | Quilmes – Arsenal Sarandí 1:0 Silvio Carrario 21                                                                            |

### Clausura 5
| Data           | Mecz |
| -------------- | --- |
| 17 lutego 2006 | Estudiantes La Plata – Racing Club 2:1 José Ernesto Sosa 43, Pablo Lugüercio 60 – Raúl Estévez 65                                                   |
| 17 lutego 2006 | Banfield – Newell’s Old Boys 2:2 Antonio Barijho 61, Josemir Lujambio 70 – Ariel Zapata 72, Ignacio Scocco 85                                       |
| 18 lutego 2006 | Independiente – Gimnasia y Esgrima La Plata 0:1 Lucas Matías Licht 56                                                                               |
| 18 lutego 2006 | Vélez Sarsfield – Quilmes 2:0 Rolando Zárate 27, 32                                                                                                 |
| 19 lutego 2006 | Olimpo Bahía Blanca – Argentinos Juniors 4:1 Alejandro Delorte 7, Ezequiel Maggiolo 17, Juan Ramón Fernández 69, David Ramírez 80 – Leonel Núñez 67 |
| 19 lutego 2006 | Arsenal Sarandí – Tiro Federal Rosario 3:0 Patricio Hernán González 12, 32, Mariano Brau 64                                                         |
| 19 lutego 2006 | CA Colón – River Plate 2:2 Germán Denis 30, Esteban Fuertes 41 – Luciano Figueroa 25, 60                                                            |
| 19 lutego 2006 | Gimnasia y Esgrima Jujuy – Lanús 1:0 Matías Oyola 50                                                                                                |
| 19 lutego 2006 | Rosario Central – Instituto Córdoba 1:0 Germán Alemanno 48                                                                                          |
| 19 lutego 2006 | Boca Juniors – San Lorenzo de Almagro 1:2 Federico Insúa 90 – Diego Saja 17k, Darío Botinelli 72                                                    |

### Clausura 6
| Data           | Mecz |
| -------------- | --- |
| 24 lutego 2006 | Newell’s Old Boys – CA Colón 0:0 |
| 25 lutego 2006 | Quilmes – Estudiantes La Plata 1:0 Gonzalo Choy González 78                                                                           |
| 25 lutego 2006 | Racing Club – Independiente 0:2 Sergio Agüero 55, 58 mecz przerwany w 90+1, wynik meczu zachowano                                     |
| 25 lutego 2006 | Gimnasia y Esgrima La Plata – Olimpo Bahía Blanca 3:1 Gonzalo Vargas 7, 31, 64 – Alejandro Delorte 76                                 |
| 25 lutego 2006 | Banfield – Gimnasia y Esgrima Jujuy 2:1 Josemir Lujambio 45, 89 – Israel Damonte 76                                                   |
| 25 lutego 2006 | River Plate – Arsenal Sarandí 3:1 Ernesto Farías 32, 83, Leonardo Talamonti 53 – Santiago Hirsig 90                                   |
| 26 lutego 2006 | Tiro Federal Rosario – Vélez Sarsfield 3:3 Javier Cámpora 15, 54, Walter Alcaraz 71s – Walter Bustamante 4, Emanuel Centurión 44, 68k |
| 26 lutego 2006 | Argentinos Juniors – Boca Juniors 1:2 Franco Niell 40 – Marcelo Delgado 36, Juan Krupoviesa 59                                        |
| 26 lutego 2006 | San Lorenzo de Almagro – Rosario Central 0:0                                                                                          |
| 26 lutego 2006 | Instituto Córdoba – Lanús 2:1 Gustavo Bergessio 33, Pablo Frontini 90 – Claudio Graf 63                                               |

### Clausura 7
| Data           | Mecz |
| -------------- | --- |
| 28 lutego 2006 | CA Colón – Banfield 4:2 Germán Denis 4, 28, Franco Cángele 21, Cristián Zurita 89 – Gastón Galván 13, José Sand 41                                                                    |
| 28 lutego 2006 | Olimpo Bahía Blanca – Racing Club 3:0 Javier Páez 40, Ezequiel Maggiolo 71, Jesús Méndez 88 w 61 minucie Rubén Oscar Capria nie wykorzystał rzuru karnego przyznanego drużynie Racing |
| 28 lutego 2006 | Independiente – Quilmes 0:0 |
| 1 marca 2006   | Rosario Central – Argentinos Juniors 1:1 Emiliano Vecchio 84 – Diego Rivarola 42 |
| 1 marca 2006   | Boca Juniors – Gimnasia y Esgrima La Plata 3:0 Daniel Bilos 27, Martín Palermo 64, Marcelo Delgado 89                                                                                 |
| 1 marca 2006   | Estudiantes La Plata – Tiro Federal Rosario 0:3 Adrián Romero 9, Luciano De Bruno 25, Ariel Carreño 62                                                                                |
| 1 marca 2006   | Vélez Sarsfield – River Plate 1:1 Leandro Gracián 70 – Federico Domínguez 74 |
| 1 marca 2006   | Arsenal Sarandí – Newell’s Old Boys 0:1 Adrián Lucero 18 |
| 1 marca 2006   | Gimnasia y Esgrima Jujuy – Instituto Córdoba 2:0 Héctor Ariel Silva 60, Gustavo Balvorín 74                                                                                           |
| 1 marca 2006   | Lanús – San Lorenzo de Almagro 2:0 Sebastián Leto 32, Santiago Biglieri 45 |

### Clausura 8
| Data         | Mecz |
| ------------ | --- |
| 4 marca 2006 | Tiro Federal Rosario – Independiente 0:2 Eduardo Domínguez 61, Osvaldo Miranda 79 w 31 minucie piłkarz Independiente Sergio Agüero nie wykorzystał rzutu karnego |
| 4 marca 2006 | San Lorenzo de Almagro – Instituto Córdoba 1:1 Leonardo Ulloa ? – Pablo Brandán 10                                                                               |
| 4 marca 2006 | Newell’s Old Boys – Vélez Sarsfield 1:0 Fernando Belluschi 57 |
| 5 marca 2006 | River Plate – Estudiantes La Plata 3:1 Gonzalo Higuaín 19, Cristian Tula 49, Ernesto Farías 90 – Juan Cominges 5                                                 |
| 5 marca 2006 | Quilmes – Olimpo Bahía Blanca 1:1 Gonzalo Choy González 73 – Ezequiel Maggiolo 18                                                                                |
| 5 marca 2006 | CA Colón – Gimnasia y Esgrima Jujuy 0:2 Gustavo Balvorín 26, Matías Oyola 65                                                                                     |
| 5 marca 2006 | Racing Club – Boca Juniors 0:3 Martín Palermo 48, Federico Insúa 68, Marcelo Delgado 82                                                                          |
| 5 marca 2006 | Argentinos Juniors – Lanús 1:1 Matías Córdoba 41 – Marcos Aguirre 55                                                                                             |
| 5 marca 2006 | Banfield – Arsenal Sarandí 0:1 Santiago Hirsig 50 |
| 6 marca 2006 | Gimnasia y Esgrima La Plata – Rosario Central 3:0 Juan Carlos Ferreyra 45, Roberto Cornejo 75, Antonio Piergüidi 90                                              |

### Clausura 9
| Data          | Mecz |
| ------------- | --- |
| 10 marca 2006 | Gimnasia y Esgrima Jujuy – San Lorenzo de Almagro 0:1 Adrián González 43                                              |
| 11 marca 2006 | Lanús – Gimnasia y Esgrima La Plata 2:1 Matías Escobar 44s, Claudio Graf 68 – Matías Escobar 90                       |
| 11 marca 2006 | Rosario Central – Racing Club 1:1 Marco Rubén 30 – Lucas Valdemarín 62                                                |
| 11 marca 2006 | Vélez Sarsfield – Banfield 1:0 Emanuel Fernandes Francou 34                                                           |
| 11 marca 2006 | Arsenal Sarandí – CA Colón 1:1 Patricio Hernán González 34 – Fernando Crosa 25                                        |
| 12 marca 2006 | Instituto Córdoba – Argentinos Juniors 0:1 Aldo Osorio 81                                                             |
| 12 marca 2006 | Boca Juniors – Quilmes 3:1 Daniel Díaz 17, Federico Insua 27, Martín Palermo 81 – Silvio Carrario 45                  |
| 12 marca 2006 | Olimpo Bahía Blanca – Tiro Federal Rosario 3:0 Matías Villavicencio 9, Ezequiel Maggiolo 37, 64                       |
| 12 marca 2006 | Independiente – River Plate 1:1 Sergio Agüero 47 – Victor Zapata 45                                                   |
| 12 marca 2006 | Estudiantes La Plata – Newell’s Old Boys 2:1 Mariano Pavone 27, Pablo Lugüercio 73 – Gastón Aguirre 12 mecz w Quilmes |

### Clausura 10
| Data          | Mecz |
| ------------- | --- |
| 17 marca 2006 | Argentinos Juniors – San Lorenzo de Almagro 0:1 Adrián Hernán González 90 w 45 minucie rzutu karnego nie wykorzystał gracz Argentinos Juniors Marcelo Pontiroli             |
| 17 marca 2006 | Banfield – Estudiantes La Plata 1:0 Miguel Ángel Sebastián Romero 30 |
| 18 marca 2006 | CA Colón – Vélez Sarsfield 0:3 walkower mecz przerwany w 90 minucie przy stanie 1:3 Germán Denis 59 – Lucas Castromán 15, 85, Rolando Zárate 66                             |
| 18 marca 2006 | Newell’s Old Boys – Independiente 2:0 Ariel Ortega 31, Fernando Belluschi 47                                                                                                |
| 19 marca 2006 | River Plate – Olimpo Bahía Blanca 3:0 Gonzalo Higuaín 24, 42, Daniel Montenegro 65                                                                                          |
| 19 marca 2006 | Arsenal Sarandí – Gimnasia y Esgrima Jujuy 2:5 Juan Pablo Caffa 30, Javier Yacuzzi 81 – Héctor Ariel Silva 19k, 33, Matías Oyola 29, Israel Damonte 64, Gustavo Balvorín 73 |
| 19 marca 2006 | Tiro Federal Rosario – Boca Juniors 0:0 mecz rozegrany na stadionie Newell’s Old Boys                                                                                       |
| 19 marca 2006 | Quilmes – Rosario Central 1:1 Miguel Caneo 48 – Pablo Vitti 77 |
| 19 marca 2006 | Racing Club – Lanús 0:0 |
| 19 marca 2006 | Gimnasia y Esgrima La Plata – Instituto Córdoba 2:0 Jorge Cervera 66, Esteban Nicolás González 73                                                                           |

### Clausura 11
| Data          | Mecz |
| ------------- | --- |
| 24 marca 2006 | San Lorenzo de Almagro – Gimnasia y Esgrima La Plata 2:2 Adrián Hernán González 24, Leonardo Ulloa 50 – Jorge Cervera 42, Gonzalo Vargas 88                              |
| 24 marca 2006 | Instituto Córdoba – Racing Club 1:0 Gastón Caprari 17 |
| 25 marca 2006 | Gimnasia y Esgrima Jujuy – Argentinos Juniors 3:1 Israel Damonte 13, Franco Sosa 34k, Matías Oyola 57 – Aldo Osorio 56k                                                  |
| 25 marca 2006 | Lanús – Quilmes 2:0 Marcos Aguirre 63, Agustín Pelletieri 90 |
| 25 marca 2006 | Vélez Sarsfield – Arsenal Sarandí 0:0 |
| 26 marca 2006 | Rosario Central – Tiro Federal Rosario 3:0 Gabriel Loeschbor 17, Germán Rivarola 49, Pablo Vitti 53                                                                      |
| 26 marca 2006 | Boca Juniors – River Plate 1:1 Martín Palermo 90k – Ernesto Farías 40 |
| 26 marca 2006 | Olimpo Bahía Blanca – Newell’s Old Boys 0:2 Claudio Husaín 18, Ariel Ortega 64k                                                                                          |
| 26 marca 2006 | Independiente – Banfield mecz przerwany w 80 minucie przy stanie 1:2 Sergio Agüero 76k – José Sand 30, Marcos Galarza 67                                                 |
| 26 marca 2006 | Estudiantes La Plata – CA Colón 1:2 José Luis Calderón 71 – Giovanni Hernández 77, Rubén Ramírez 90                                                                      |
| 10 maja 2006  | Independiente – Banfield 1:2 dokończenie pozostałego czasu gry z 26 marca – grano 10+3 minuty przy pustych trybunach Sergio Agüero 76k – José Sand 30, Marcos Galarza 67 |

### Clausura 12
| Data          | Mecz |
| ------------- | --- |
| 28 marca 2006 | Gimnasia y Esgrima La Plata – Argentinos Juniors 4:3 Gonzalo Vargas 3, 37, Antonio Piergüidi 85, 90 – Franco Niell 63, Marcelo Goux 90s, Jorge San Esteban 90s |
| 28 marca 2006 | Vélez Sarsfield – Gimnasia y Esgrima Jujuy 0:0 |
| 28 marca 2006 | Quilmes – Instituto Córdoba 3:1 Diego Capria 33, Gonzalo Choy González 71, Pedro Cardona 88 – Gastón Caprari 44                                                |
| 28 marca 2006 | Racing Club – San Lorenzo de Almagro 1:0 Diego Menghi 77 |
| 29 marca 2006 | Arsenal Sarandí – Estudiantes La Plata 1:2 Martín Herrera 14s – Rodrigo Braña 19, Agustín Alayes 49                                                            |
| 29 marca 2006 | CA Colón – Independiente 1:1 Martín Pautasso 13s – Sergio Agüero 37                                                                                            |
| 29 marca 2006 | Banfield – Olimpo Bahía Blanca 0:1 Ezequiel Maggiolo 36 |
| 29 marca 2006 | Newell’s Old Boys – Boca Juniors 1:1 Fernando Belluschi 63 – Rodrigo Palacio 68                                                                                |
| 29 marca 2006 | River Plate – Rosario Central 2:0 Ernesto Farías 19, 38 |
| 29 marca 2006 | Tiro Federal Rosario – Lanús 0:1 Cristian Fabbiani 7 mecz na stadionie Newell’s Old Boys                                                                       |

### Clausura 13
| Data            | Mecz |
| --------------- | --- |
| 1 kwietnia 2006 | Estudiantes La Plata – Vélez Sarsfield 1:1 José María Basanta 41 – Leandro Gracián 4 |
| 1 kwietnia 2006 | San Lorenzo de Almagro – Quilmes 0:0 |
| 1 kwietnia 2006 | Independiente – Arsenal Sarandí 0:2 Santiago Hirsig 55, Juan Pablo Caffa 80 |
| 2 kwietnia 2006 | Gimnasia y Esgrima Jujuy – Gimnasia y Esgrima La Plata 0:0 |
| 2 kwietnia 2006 | Argentinos Juniors – Racing Club 2:0 Pablo De Muner 61, Leonel Núñez 89 |
| 2 kwietnia 2006 | Instituto Córdoba – Tiro Federal Rosario 3:4 Gustavo Bergessio 2, Gastón Caprari 33, Leonel Pilipauskas 70k – Javier Cámpora 17k, Germán Basualdo 28, Lucas Barrios 59, Miguel Ángel Abrigo 90 |
| 2 kwietnia 2006 | Lanús – River Plate 4:1 Sebastián Leto 20, Danilo Gerlo 41s, Agustín Pelletieri 45, Cristian Fabbiani 74 – Ernesto Farías 52                                                                   |
| 2 kwietnia 2006 | Rosario Central – Newell’s Old Boys 0:0 |
| 2 kwietnia 2006 | Boca Juniors – Banfield 2:1 Marcos Galarza 16s, Hugo Ibarra 90 – Jesús Dátolo 50k |
| 2 kwietnia 2006 | Olimpo Bahía Blanca – CA Colón 1:0 Martín Asencio 81 |

### Clausura 14
| Data            | Mecz |
| --------------- | --- |
| 7 kwietnia 2006 | Newell’s Old Boys – Lanús 1:2 Nicolás Spolli 89 – Santiago Biglieri 10, Cristian Fabbiani 51                          |
| 8 kwietnia 2006 | Vélez Sarsfield – Independiente 0:2 Sergio Agüero 83, 87                                                              |
| 8 kwietnia 2006 | Arsenal Sarandí – Olimpo Bahía Blanca 0:0                                                                             |
| 8 kwietnia 2006 | Tiro Federal Rosario – San Lorenzo de Almagro 0:1 Pablo Barrientos 36 mecz na stadionie Newell’s Old Boys             |
| 8 kwietnia 2006 | Estudiantes La Plata – Gimnasia y Esgrima Jujuy 0:4 Gustavo Balvorín 22, 90, Nelson Benítez 50, Héctor Ariel Silva 61 |
| 9 kwietnia 2006 | Racing Club – Gimnasia y Esgrima La Plata 0:1 Gonzalo Vargas 27k                                                      |
| 9 kwietnia 2006 | Quilmes – Argentinos Juniors 2:1 Silvio Carrario 14k, Juan José Serrizuela 21 – Franco Niell 27                       |
| 9 kwietnia 2006 | CA Colón – Boca Juniors 1:2 Franco Cángele 58 – Horacio Ameli 10s, Rodrigo Palacio 25                                 |
| 9 kwietnia 2006 | Banfield – Rosario Central 2:0 Jesús Dátolo 12, Marcos Galarza 61                                                     |
| 9 kwietnia 2006 | River Plate – Instituto Córdoba 3:1 Victor Zapata 14, Ernesto Farías 62k, 73 – Gabriel Lobos 40                       |

### Clausura 15
| Data             | Mecz |
| ---------------- | --- |
| 14 kwietnia 2006 | Instituto Córdoba – Newell’s Old Boys 1:2 Marcelo Ariel Moreno 28 – Ignacio Scocco 32, Fernando Belluschi 57                    |
| 15 kwietnia 2006 | Olimpo Bahía Blanca – Vélez Sarsfield 2:2 Matías Villavicencio 35, Leandro Benítez 55 – Sergio Sena 2, Matías Villavicencio 90s |
| 15 kwietnia 2006 | Argentinos Juniors – Tiro Federal Rosario 4:0 Matías Caruzzo 6, Diego Rivarola 13, Cristian Ledesma 19, Matías Córdoba 86       |
| 15 kwietnia 2006 | Lanús – Banfield 0:2 Josemir Lujambio 39, José Sand 87                                                                          |
| 16 kwietnia 2006 | Independiente – Estudiantes La Plata 0:3 Mariano Pavone 36, 79, José Luis Calderón 75k                                          |
| 16 kwietnia 2006 | Gimnasia y Esgrima Jujuy – Racing Club 0:1 Lucas Valdemarín 7                                                                   |
| 16 kwietnia 2006 | Gimnasia y Esgrima La Plata – Quilmes 4:0 Nicolás Alejandro Cabrera 11, Gonzalo Vargas 36, 65, Esteban González 90              |
| 16 kwietnia 2006 | San Lorenzo de Almagro – River Plate 0:0                                                                                        |
| 16 kwietnia 2006 | Rosario Central – CA Colón 2:0 Pablo Vitti 45, Emiliano Papa 84                                                                 |
| 16 kwietnia 2006 | Boca Juniors – Arsenal Sarandí 1:0 Martín Palermo 73                                                                            |

### Clausura 16
| Data             | Mecz |
| ---------------- | --- |
| 21 kwietnia 2006 | Independiente – Gimnasia y Esgrima Jujuy 0:0 |
| 22 kwietnia 2006 | Estudiantes La Plata – Olimpo Bahía Blanca 2:2 José Luis Calderón 64, Pablo Sebastián Álvarez 86 – Ismael Blanco 25k, Javier Páez 90                                                                        |
| 22 kwietnia 2006 | CA Colón – Lanús 1:3 Germán Denis 15 – Diego Lagos 50, Leandro Gioda 57, 61k |
| 22 kwietnia 2006 | Newell’s Old Boys – San Lorenzo de Almagro 1:1 Fernando Belluschi 57 – Walter Acevedo 58 |
| 23 kwietnia 2006 | River Plate – Argentinos Juniors 2:2 Jairo Patiño 47, Marcelo Gallardo 80 – Diego Rivarola 60, Nicolás Pareja 90                                                                                            |
| 23 kwietnia 2006 | Tiro Federal Rosario – Gimnasia y Esgrima La Plata 0:2 Martín Cardetti 49, Gonzalo Vargas 81 |
| 23 kwietnia 2006 | Quilmes – Racing Club 0:3 Carlos Luna 29, Carlos Arano 45k, Lucas Valdemarín 51 |
| 23 kwietnia 2006 | Vélez Sarsfield – Boca Juniors 0:3 walkower mecz przerwany został w 87 minucie przy stanie 2:3 Sebastián Ereros 2, Mauro Zárate 62 – Martín Palermo 26, Matías Silvestre 39, Daniel Bilos 87 bramki według: |
| 23 kwietnia 2006 | Arsenal Sarandí – Rosario Central 1:1 Víctor Píriz Álvez 19k – Cristian Villagra 60 |
| 23 kwietnia 2006 | Banfield – Instituto Córdoba 2:0 Gabriel Paletta 9, Josemir Lujambio 19k |

### Clausura 17
| Data             | Mecz |
| ---------------- | --- |
| 28 kwietnia 2006 | San Lorenzo de Almagro – Banfield 1:0 Leonardo Ulloa 79 |
| 29 kwietnia 2006 | Olimpo Bahía Blanca – Independiente 0:2 Emiliano Armenteros 31, Sergio Agüero 61k                                                                                              |
| 29 kwietnia 2006 | Racing Club – Tiro Federal Rosario 2:0 Carlos Arano 48k, José Luis Villanueva 86                                                                                               |
| 30 kwietnia 2006 | Rosario Central – Vélez Sarsfield 1:0 Marco Rubén 43k |
| 30 kwietnia 2006 | Boca Juniors – Estudiantes La Plata 4:0 Federico Insúa 21, 79, Rodrigo Palacio 57, Guillermo Barros Schelotto 88                                                               |
| 30 kwietnia 2006 | Gimnasia y Esgrima Jujuy – Quilmes 2:1 Daniel Ramasco 65, Julián Kmet 90 – Silvio Carrario 64                                                                                  |
| 30 kwietnia 2006 | Gimnasia y Esgrima La Plata – River Plate 3:3 Martín Cardetti 16, Roberto Cornejo 58, Gonzalo Vargas 90 – Gonzalo Higuaín 23, Rubens Sambueza 54k, Jerónimo Morales Neumann 82 |
| 30 kwietnia 2006 | Argentinos Juniors – Newell’s Old Boys 1:1 Franco Niell 56 – Damián Steinert 70                                                                                                |
| 30 kwietnia 2006 | Lanús – Arsenal Sarandí 3:0 Sebastián Leto 3, Agustín Pelletieri 28, Santiago Biglieri 31                                                                                      |
| 2 maja 2006      | Instituto Córdoba – CA Colón 2:1 Darío González 38, Gustavo Bergessio 90 – Germán Denis 45                                                                                     |

### Clausura 18
| Data        | Mecz |
| ----------- | --- |
| 5 maja 2006 | Banfield – Argentinos Juniors 3:1 Hernán Pagés 59, José Sand 73, Darío Cvitanich 88 – Nicolás Gianni 67 w 56 minucie piłkarz klubu Argentinos Juniors Nicolás Pareja nie wykorzystał rzutu karnego, nie trafiając w światło bramki |
| 6 maja 2006 | Newell’s Old Boys – Gimnasia y Esgrima La Plata 2:3 Mauro Cejas 34, Ignacio Scocco 48 – Gonzalo Vargas 71k, Matías Escobar 75, Juan Carlos Ferreyra 89                                                                             |
| 6 maja 2006 | Vélez Sarsfield – Lanús 0:0 |
| 6 maja 2006 | Arsenal Sarandí – Instituto Córdoba 1:1 Juan Pablo Caffa 39 – Franco Turus 26 |
| 7 maja 2006 | River Plate – Racing Club 0:2 Maximiliano Moralez 39, Claudio Fileppi 90 |
| 7 maja 2006 | Tiro Federal Rosario – Quilmes 1:1 Sebastián Sáez 90 – Silvio Carrario 45 mecz na stadionie Newell’s Old Boys |
| 7 maja 2006 | Olimpo Bahía Blanca – Gimnasia y Esgrima Jujuy 1:0 Jesús Méndez 50 |
| 7 maja 2006 | Independiente – Boca Juniors 0:2 Rodrigo Palacio 37, Martín Palermo 47 |
| 7 maja 2006 | Estudiantes La Plata – Rosario Central 1:1 Ramón Fernández 9 – Marco Rubén 87 mecz rozegrany został na stadionie klubu Quilmes |
| 7 maja 2006 | CA Colón – San Lorenzo de Almagro 0:1 Ezequiel Lavezzi 2 |

### Clausura 19
| Data         | Mecz |
| ------------ | --- |
| 12 maja 2006 | Racing Club – Newell’s Old Boys 1:1 Matías Sánchez 20 – Ignacio Scocco 44                                                                     |
| 13 maja 2006 | Gimnasia y Esgrima La Plata – Banfield 0:2 Ricardo Hernán Pagés 45, Fabián Santana 90                                                         |
| 13 maja 2006 | San Lorenzo de Almagro – Arsenal Sarandí 0:2 Juan Pablo Avendaño 17, Juan Pablo Caffa 69                                                      |
| 14 maja 2006 | Instituto Córdoba – Vélez Sarsfield 1:1 Marcelo Moreno 79 – Franco Turús 90s                                                                  |
| 14 maja 2006 | Lanús – Estudiantes La Plata 1:1 Diego Manicero 62 – José Ernesto Sosa 31                                                                     |
| 14 maja 2006 | Rosario Central – Independiente 2:0 Marco Rubén 37, 48                                                                                        |
| 14 maja 2006 | Boca Juniors – Olimpo Bahía Blanca 2:0 Matías Silvestre 18, Rodrigo Palacio 60                                                                |
| 14 maja 2006 | Gimnasia y Esgrima Jujuy – Tiro Federal Rosario 2:1 Héctor Ariel Silva 44k, Franco Sosa 90 – Sebastián Saez 73                                |
| 14 maja 2006 | Quilmes – River Plate 0:3 walkower mecz przerwany w 67 minucie przy stanie 1:3 Silvio Carrario 11k – Marcelo Gallardo 21, 30, Danilo Gerlo 34 |
| 14 maja 2006 | Argentinos Juniors – CA Colón 1:0 Nicolás Gianni 53                                                                                           |

### Tabela końcowa Clausura 2005/06
| Poz | Klub                         | Mecze | Zw | Rem | Por | Pkt | BrZd | BrStr |
| --- | ---------------------------- | ----- | -- | --- | --- | --- | ---- | ----- |
| 1   | Boca Juniors                 | 19    | 13 | 4   | 2   | 43  | 37   | 12    |
| 2   | Club Atlético Lanús          | 19    | 10 | 5   | 4   | 35  | 26   | 15    |
| 3   | River Plate                  | 19    | 9  | 7   | 3   | 34  | 39   | 23    |
| 4   | Gimnasia y Esgrima Jujuy     | 19    | 10 | 3   | 6   | 33  | 26   | 16    |
| 5   | Gimnasia y Esgrima La Plata  | 19    | 9  | 5   | 5   | 32  | 31   | 22    |
| 6   | Newell’s Old Boys            | 19    | 8  | 7   | 4   | 31  | 27   | 18    |
| 7   | CA Banfield                  | 19    | 10 | 1   | 8   | 31  | 28   | 22    |
| 8   | San Lorenzo de Almagro       | 19    | 7  | 7   | 5   | 28  | 15   | 14    |
| 9   | Olimpo Bahía Blanca          | 19    | 7  | 5   | 7   | 26  | 22   | 22    |
| 10  | Vélez Sarsfield              | 19    | 5  | 10  | 4   | 25  | 19   | 17    |
| 11  | Estudiantes La Plata         | 19    | 6  | 6   | 7   | 24  | 25   | 31    |
| 12  | Independiente                | 19    | 6  | 5   | 8   | 23  | 18   | 18    |
| 13  | Rosario Central              | 19    | 5  | 8   | 6   | 23  | 15   | 17    |
| 14  | Argentinos Juniors           | 19    | 5  | 7   | 7   | 22  | 26   | 28    |
| 15  | Arsenal Sarandí Buenos Aires | 19    | 5  | 7   | 7   | 22  | 17   | 20    |
| 16  | CA Colón                     | 19    | 5  | 5   | 9   | 20  | 18   | 26    |
| 17  | CA Argentino de Quilmes      | 19    | 5  | 5   | 9   | 20  | 15   | 28    |
| 18  | Racing Club de Avellaneda    | 19    | 5  | 4   | 10  | 19  | 14   | 24    |
| 19  | Instituto Córdoba            | 19    | 3  | 4   | 12  | 13  | 16   | 37    |
| 20  | Tiro Federal Rosario         | 19    | 3  | 3   | 13  | 12  | 15   | 39    |

### Klasyfikacja strzelców bramek
| Gole | Piłkarz           | Klub                        |
| ---- | ----------------- | --------------------------- |
| 12   | Gonzalo Vargas    | Gimnasia y Esgrima La Plata |
| 11   | Martin Palermo    | Boca Juniors                |
| 11   | Ernesto Farías    | River Plate                 |
| 9    | Sergio Agüero     | Independiente               |
| 9    | Ignacio Scocco    | Newell’s Old Boys           |
| 7    | Exequiel Maggiolo | Olimpo Bahía Blanca         |
| 7    | Silvio Carrario   | CA Argentino de Quilmes     |
| 7    | Rodrigo Palacio   | Boca Juniors                |

### Tablica spadkowa na koniec turnieju Clausura 2005/06
| Poz | Klub                         | 2003/04 pkt/m | 2004/05 pkt/m | 2005/06 pkt/m | Razem pkt/mecze | Średnia |
| --- | ---------------------------- | ------------- | ------------- | ------------- | --------------- | ------- |
| 1   | Boca Juniors                 | 75/38         | 48/38         | 83/38         | 206/114         | 1.807   |
| 2   | River Plate                  | 66/38         | 60/38         | 62/38         | 188/114         | 1.649   |
| 3   | Vélez Sarsfield              | 53/38         | 73/38         | 58/38         | 184/114         | 1.614   |
| 4   | CA Banfield                  | 64/38         | 59/38         | 59/38         | 182/114         | 1.596   |
| 5   | San Lorenzo de Almagro       | 62/38         | 52/38         | 56/38         | 170/114         | 1.491   |
| 6   | Newell’s Old Boys            | 51/38         | 60/38         | 51/38         | 162/114         | 1.421   |
| 7   | Gimnasia y Esgrima La Plata  | 38/38         | 54/38         | 69/38         | 161/114         | 1.412   |
| 8   | Estudiantes La Plata         | 44/38         | 61/38         | 52/38         | 157/114         | 1.377   |
| 9   | Club Atlético Lanús          | 42/38         | 54/38         | 58/38         | 154/114         | 1.351   |
| 10  | Arsenal Sarandí Buenos Aires | 55/38         | 54/38         | 44/38         | 153/114         | 1.342   |
| 11  | Gimnasia y Esgrima Jujuy     | 0/0           | 0/0           | 51/38         | 51/38           | 1.342   |
| 12  | Racing Club de Avellaneda    | 50/38         | 58/38         | 44/38         | 152/114         | 1.333   |
| 13  | Rosario Central              | 44/38         | 61/38         | 45/38         | 150/114         | 1.316   |
| 14  | Independiente                | 44/38         | 49/38         | 55/38         | 148/114         | 1.298   |
| 15  | CA Colón                     | 49/38         | 53/38         | 46/38         | 148/114         | 1.298   |
| 16  | CA Argentino de Quilmes      | 60/38         | 44/38         | 39/38         | 143/114         | 1.254   |
| 17  | Argentinos Juniors           | 0/0           | 43/38         | 50/38         | 93/76           | 1.224   |
| 18  | Olimpo Bahía Blanca          | 39/38         | 43/38         | 49/38         | 131/114         | 1.149   |
| 19  | Instituto Córdoba            | 0/0           | 42/38         | 28/38         | 70/76           | 0.921   |
| 20  | Tiro Federal Rosario         | 0/0           | 0/0           | 27/38         | 27/38           | 0.711   |

## Sumaryczna tabela sezonu 2005/06
Tabela ma znaczenie nie tylko statystyczne. Na jej podstawie wyznaczane są kluby, które reprezentować będą Argentynę w dwóch największych klubowych turniejach południowoamerykańskich Copa Libertadores i Copa Sudamericana.
| Poz | Klub                         | Mecze | Zw | Rem | Por | Pkt | BrZd | BrStr |
| --- | ---------------------------- | ----- | -- | --- | --- | --- | ---- | ----- |
| 1   | Boca Juniors                 | 38    | 25 | 8   | 5   | 83  | 73   | 29    |
| 2   | Gimnasia y Esgrima La Plata  | 38    | 20 | 9   | 9   | 69  | 59   | 41    |
| 3   | River Plate                  | 37    | 16 | 11  | 10  | 59  | 67   | 45    |
| 4   | CA Banfield                  | 38    | 15 | 14  | 9   | 59  | 53   | 37    |
| 5   | Vélez Sarsfield              | 38    | 15 | 13  | 10  | 58  | 45   | 33    |
| 6   | Club Atlético Lanús          | 38    | 15 | 13  | 10  | 58  | 47   | 46    |
| 7   | San Lorenzo de Almagro       | 38    | 15 | 11  | 12  | 56  | 48   | 53    |
| 8   | Independiente                | 38    | 14 | 13  | 11  | 55  | 52   | 40    |
| 9   | Estudiantes La Plata         | 38    | 14 | 10  | 14  | 52  | 48   | 53    |
| 10  | Newell’s Old Boys            | 38    | 13 | 12  | 13  | 51  | 52   | 45    |
| 11  | Gimnasia y Esgrima Jujuy     | 38    | 13 | 12  | 13  | 51  | 49   | 46    |
| 12  | Argentinos Juniors           | 38    | 13 | 11  | 14  | 50  | 45   | 48    |
| 13  | Olimpo Bahía Blanca          | 38    | 12 | 13  | 13  | 49  | 41   | 45    |
| 14  | CA Colón                     | 38    | 12 | 10  | 16  | 46  | 46   | 53    |
| 15  | Rosario Central              | 38    | 10 | 15  | 13  | 45  | 35   | 46    |
| 16  | Arsenal Sarandí Buenos Aires | 38    | 10 | 14  | 14  | 44  | 40   | 44    |
| 17  | Racing Club de Avellaneda    | 38    | 12 | 8   | 18  | 44  | 42   | 51    |
| 18  | CA Argentino de Quilmes      | 37    | 9  | 12  | 16  | 39  | 35   | 52    |
| 19  | Instituto Córdoba            | 38    | 5  | 13  | 20  | 28  | 27   | 64    |
| 20  | Tiro Federal Rosario         | 38    | 7  | 6   | 25  | 27  | 37   | 70    |

## Baraże o utrzymanie się w lidze

### Pierwsze mecze
| Data         | Mecz |
| ------------ | --- |
| 31 maja 2006 | CA Huracán – Argentinos Juniors 1:1 Walter Coyette – Cristian Raúl Ledesma                                   |
| 31 maja 2006 | Belgrano Córdoba – Olimpo Bahía Blanca 2:1 Paolo Daniel Frangipane, Matías Nicolás Gigli – Alejandro Delorte |

### Rewanże
| Data           | Mecz |
| -------------- | --- |
| 4 czerwca 2006 | Argentinos Juniors – CA Huracán 2:2 Leonel Núñez, Cristian Raúl Ledesma – Héctor Álvarez, Cristian Alfaro    |
| 4 czerwca 2006 | Olimpo Bahía Blanca – Belgrano Córdoba 1:2 Alejandro Delorte – Paolo Daniel Frangipane, Matías Nicolás Gigli |

Klub Olimpo Bahía Blanca spadł z ligi, a na jego miejsce awansował klub Belgrano Córdoba